# Mollisia juncina
Mollisia juncina är en svampart som först beskrevs av Christiaan Hendrik Persoon, och fick sitt nu gällande namn av Rehm 1891. Mollisia juncina ingår i släktet Mollisia och familjen Dermateaceae.   Inga underarter finns listade i Catalogue of Life.